# Malouetia parvifolia
Malouetia parvifolia är en oleanderväxtart som beskrevs av R. E. Woodson. Malouetia parvifolia ingår i släktet Malouetia och familjen oleanderväxter. Inga underarter finns listade i Catalogue of Life.